# Bahnstrecke Letmathe–Fröndenberg
| |                                                             |                                          |                                          |
| Streckennummer (DB): | 2850                                                        |                                          |                                          |
| Kursbuchstrecke (DB): | 437 (Menden–Fröndenberg) 440 (Iserlohn-Letmathe–Iserlohn)   |                                          |                                          |
| Kursbuchstrecke: | 239f (1946)                                                 |                                          |                                          |
| Streckenlänge: | 25 km                                                       |                                          |                                          |
| Spurweite: | 1435 mm (Normalspur)                                        |                                          |                                          |
| Stromsystem: | Iserlohn-Letmathe–Iserlohn: 15 kV 16,7 Hz ~                 |                                          |                                          |
| Streckengeschwindigkeit: | Is.-Letmathe–Iserlohn: 100 km/h Menden–Fröndenberg: 80 km/h |                                          |                                          |
| Zweigleisigkeit: | Menden–Fröndenberg                                          |                                          |                                          |
| |                                                             |                                          |                                          |
| \| \| \| Strecke von Unna \| \| \| \| \| Obere Ruhrtalbahn von Hagen \| \| \| \| 25,1 \| Fröndenberg \| Fröndenberg \| \| \| \| Obere Ruhrtalbahn nach Warburg \| \| \| \| \| Ruhr \| \| \| \| 23,9 \| Anst Neuwalzwerk \| Anst Neuwalzwerk \| \| \| 23,3 \| Bösperde \| Bösperde \| \| \| 22,8 \| Anst RWE Menden \| Anst RWE Menden \| \| \| 22,0 \| Anst Menden KM Europa-Metall \| Anst Menden KM Europa-Metall \| \| \| 21,6 \| Anst R & G Schmöle \| Anst R & G Schmöle \| \| \| 20,4 \| Menden (Sauerland) \| Menden (Sauerland) \| \| \| \| Hönnetalbahn nach Neuenrade \| \| \| \| ~19,4 \| \| \| \| \| 18,9 \| Am Obsthof \| Am Obsthof \| \| \| 16,0 \| Oese \| Oese \| \| \| 15,4 \| Anst Niemeyer \| Anst Niemeyer \| \| \| 15,2 \| Höcklingsen \| Höcklingsen \| \| \| 15,0 \| Anst Hemer Jost \| Anst Hemer Jost \| \| \| 14,1 \| Bräuckerstraße \| Bräuckerstraße \| \| \| 13,7 \| Hemer \| Hemer \| \| \| \| ehem. Stichstrecke nach Sundwig (1,8 km) \| \| \| \| 12,9 \| Hemer Amt \| Hemer Amt \| \| \| 11,9 \| Westig \| Westig \| \| \| \| L 680 (offizieller Stilllegungsgrund) \| \| \| \| 8,0 \| Buchenwäldchen \| Buchenwäldchen \| \| \| 6,9 \| Iserlohn Ost \| Iserlohn Ost \| \| \| \| Viadukt „Obere Mühle“ \| \| \| \| 5,9 \| Anst Kissing und Möllmann \| Anst Kissing und Möllmann \| \| \| \| (ehem. Strecke überbaut) \| \| \| \| 5,5 \| Iserlohn (Hp an zwei Strecken, ehem. Bf) \| Iserlohn (Hp an zwei Strecken, ehem. Bf) \| \| \| \| Ardeybahn nach Dortmund \| \| \| \| 1,9 \| Letmathe-Dechenhöhle \| Letmathe-Dechenhöhle \| \| \| \| Lenne \| \| \| \| \| Ruhr-Sieg-Strecke von Siegen \| \| \| \| 0,0 \| Iserlohn-Letmathe \| Iserlohn-Letmathe \| \| \| \| Ruhr-Sieg-Strecke nach Hagen \| \| \| \| \| \| \| \| Quellen: [1][2] \| \| \| \| |                                                             |                                          |                                          |
| Strecke |                                                             | Strecke von Unna                         | Strecke von Unna                         |
| Abzweig geradeaus und von rechts |                                                             | Obere Ruhrtalbahn von Hagen              | Obere Ruhrtalbahn von Hagen              |
| Bahnhof | 25,1                                                        | Fröndenberg                              | Fröndenberg                              |
| Abzweig geradeaus und nach links |                                                             | Obere Ruhrtalbahn nach Warburg           | Obere Ruhrtalbahn nach Warburg           |
| Brücke über Wasserlauf |                                                             | Ruhr                                     | Ruhr                                     |
| ehemalige Blockstelle | 23,9                                                        | Anst Neuwalzwerk                         | Anst Neuwalzwerk                         |
| Haltepunkt / Haltestelle | 23,3                                                        | Bösperde                                 | Bösperde                                 |
| ehemalige Blockstelle | 22,8                                                        | Anst RWE Menden                          | Anst RWE Menden                          |
| Blockstelle | 22,0                                                        | Anst Menden KM Europa-Metall             | Anst Menden KM Europa-Metall             |
| Blockstelle | 21,6                                                        | Anst R & G Schmöle                       | Anst R & G Schmöle                       |
| Bahnhof | 20,4                                                        | Menden (Sauerland)                       | Menden (Sauerland)                       |
| Abzweig geradeaus und nach links |                                                             | Hönnetalbahn nach Neuenrade              | Hönnetalbahn nach Neuenrade              |
| | ~19,4                                                       |                                          |                                          |
| Haltepunkt / Haltestelle (Strecke außer Betrieb) | 18,9                                                        | Am Obsthof                               | Am Obsthof                               |
| Haltepunkt / Haltestelle (Strecke außer Betrieb) | 16,0                                                        | Oese                                     | Oese                                     |
| Blockstelle (Strecke außer Betrieb) | 15,4                                                        | Anst Niemeyer                            | Anst Niemeyer                            |
| Haltepunkt / Haltestelle (Strecke außer Betrieb) | 15,2                                                        | Höcklingsen                              | Höcklingsen                              |
| Blockstelle (Strecke außer Betrieb) | 15,0                                                        | Anst Hemer Jost                          | Anst Hemer Jost                          |
| Haltepunkt / Haltestelle (Strecke außer Betrieb) | 14,1                                                        | Bräuckerstraße                           | Bräuckerstraße                           |
| Bahnhof (Strecke außer Betrieb) | 13,7                                                        | Hemer                                    | Hemer                                    |
| Abzweig geradeaus und nach links (Strecke außer Betrieb) |                                                             | ehem. Stichstrecke nach Sundwig (1,8 km) | ehem. Stichstrecke nach Sundwig (1,8 km) |
| Haltepunkt / Haltestelle (Strecke außer Betrieb) | 12,9                                                        | Hemer Amt                                | Hemer Amt                                |
| Bahnhof (Strecke außer Betrieb) | 11,9                                                        | Westig                                   | Westig                                   |
| Strecke mit Straßenbrücke (Strecke außer Betrieb) |                                                             | L 680 (offizieller Stilllegungsgrund)    | L 680 (offizieller Stilllegungsgrund)    |
| Haltepunkt / Haltestelle (Strecke außer Betrieb) | 8,0                                                         | Buchenwäldchen                           | Buchenwäldchen                           |
| Bahnhof (Strecke außer Betrieb) | 6,9                                                         | Iserlohn Ost                             | Iserlohn Ost                             |
| Brücke (Strecke außer Betrieb) |                                                             | Viadukt „Obere Mühle“                    | Viadukt „Obere Mühle“                    |
| Blockstelle (Strecke außer Betrieb) | 5,9                                                         | Anst Kissing und Möllmann                | Anst Kissing und Möllmann                |
| Verschwenkung von links (Strecke außer Betrieb) · Verschwenkung von rechts (Strecke außer Betrieb) |                                                             | (ehem. Strecke überbaut)                 | (ehem. Strecke überbaut)                 |
| Haltepunkt / Haltestelle Strecke bis hier außer Betrieb · Haltepunkt / Haltestelle Strecke bis hier außer Betrieb | 5,5                                                         | Iserlohn (Hp an zwei Strecken, ehem. Bf) | Iserlohn (Hp an zwei Strecken, ehem. Bf) |
| Strecke nach rechts und von halblinks · Verschwenkung von links und ehemals von rechts |                                                             | Ardeybahn nach Dortmund                  | Ardeybahn nach Dortmund                  |
| Haltepunkt / Haltestelle | 1,9                                                         | Letmathe-Dechenhöhle                     | Letmathe-Dechenhöhle                     |
| Brücke über Wasserlauf |                                                             | Lenne                                    | Lenne                                    |
| Abzweig geradeaus und von links |                                                             | Ruhr-Sieg-Strecke von Siegen             | Ruhr-Sieg-Strecke von Siegen             |
| Bahnhof | 0,0                                                         | Iserlohn-Letmathe                        | Iserlohn-Letmathe                        |
| Strecke |                                                             | Ruhr-Sieg-Strecke nach Hagen             | Ruhr-Sieg-Strecke nach Hagen             |
| |                                                             |                                          |                                          |
| Quellen: |                                                             |                                          |                                          |

Die Bahnstrecke Letmathe–Fröndenberg ist eine zum Teil zweigleisige, zum Teil elektrifizierte und zum Teil stillgelegte Nebenbahn in Nordrhein-Westfalen.
Sie führte ursprünglich von Letmathe über Iserlohn, Hemer und Menden (Sauerland) nach Fröndenberg. Gegenwärtig sind nur die beiden Endabschnitte Iserlohn-Letmathe – Iserlohn (eingleisig elektrifiziert) und Menden – Fröndenberg (zweigleisig, nicht-elektrifiziert) in Betrieb. Von Iserlohn über Hemer bis Menden wurde die Strecke zu einem Geh- und Radweg umgebaut.

## Geschichte
Beim Bau ihrer überregionalen Bahnstrecken hatte die Bergisch-Märkische Eisenbahn-Gesellschaft (BME) diverse ungünstig gelegene Städte wie zum Beispiel Iserlohn zunächst weiträumig umfahren. Ausgehend von ihren Magistralen begann die BME in der zweiten Hälfte des 19. Jahrhunderts auch die aufgrund ihrer topographischen Lage schwerer erreichbaren Orte des westlichen Sauerlandes zu erschließen.

### Iserlohn-Letmathe – Iserlohn

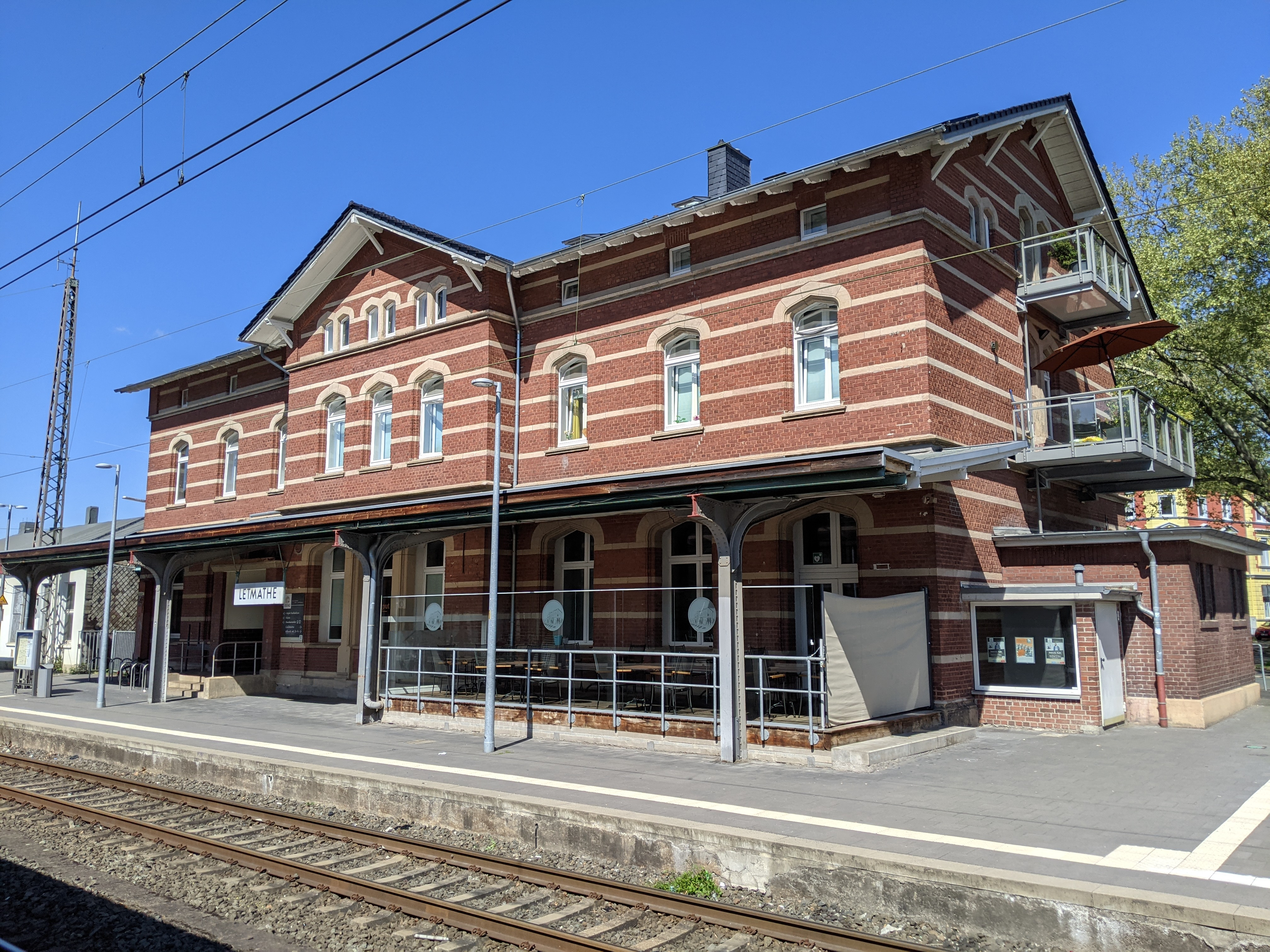
Bahnhof Iserlohn-Letmathe, 2025

Als erstes eröffnete die BME am 31. März 1864 eine Stichstrecke zum Bahnhof Iserlohn, diese wird lokal auch Iserlohner Bahn genannt.
Ausgangspunkt dieser Verbindung war der Bahnhof Letmathe im Stadtteil Genna, der an der fünf Jahre zuvor eingeweihten Ruhr-Sieg-Strecke der BME von Hagen Hauptbahnhof zum Bahnhof Siegen liegt.
Die Strecke wurde in den Folgejahren ausgebaut, bei diesen Erweiterungsarbeiten wurde 1868 die Dechenhöhle entdeckt. In unmittelbarer Nähe der Schauhöhle befindet sich bis heute der Haltepunkt Letmathe Dechenhöhle.

### Fröndenberg – Menden
Acht Jahre später errichtete die BME eine weitere Zweigstrecke, diesmal ausgehend vom Bahnhof Fröndenberg an ihrer Bahnstrecke Hagen–Warburg zum Bahnhof Menden (Sauerland). Die Fertigstellung erfolgte am 7. August 1872. Diese Strecke wurde dann von der königlichen Eisenbahndirection Elberfeld der Preußischen Staatseisenbahnen (PSE) 1878 zunächst nach Rödinghausen weitergebaut, hieraus entstand später die Hönnetalbahn nach Neuenrade.
Die zweigleisige Ruhrbrücke zwischen Fröndenberg und Menden wurde am 17. Mai 1943 während der Möhnekatastrophe, bei der eine britische Rollbombe ein Loch in die Möhnetalsperre riss, von den Wassermassen zerstört und anschließend nur eingleisig wieder aufgebaut. Dieser Streckenabschnitt befindet sich heute innerhalb des Bahnhofs Fröndenberg.

### Menden – Hemer
Die Planungen für den Weiterbau der Strecke von Menden (Sauerland) nach Hemer gehen bis in die 1860er Jahre zurück.
Am 17. April 1873 hatte die BME einen Vertrag zur Errichtung einer Eisenbahnstrecke unterschrieben und sich dafür finanzielle Mittel des preußischen Handelsministeriums gesichert. 1881 erhielt die BME die Konzession, fertiggestellt wurde die Strecke aber erst am 1. September 1882 kurz nach der vollständigen Übernahme der BME durch die PSE.

### Hemer – Iserlohn
Am 15. Juni 1885 wurde schließlich das letzte Teilstück zwischen Hemer und Iserlohn vollendet. Somit wurde ein durchgehender Verkehr von Letmathe über Iserlohn, Hemer und Menden nach Fröndenberg möglich.
Erst weitere 25 Jahre später erreichte mit der Ardeybahn von Schwerte aus eine zweite Bahnstrecke Iserlohn.

## Stilllegungen

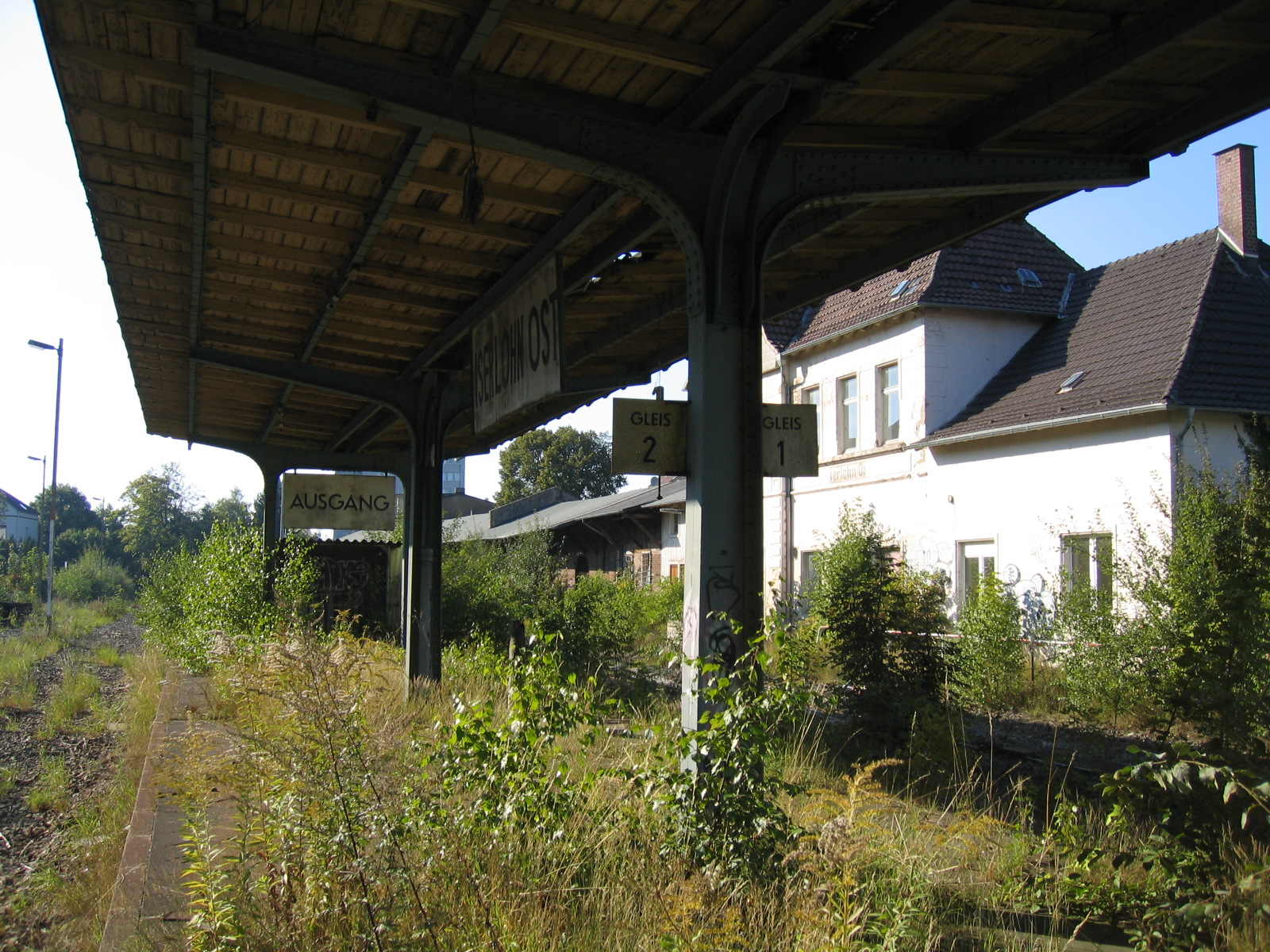
Ehemaliger Bahnhof Iserlohn Ost

### Hemer – Iserlohn
Gut einhundert Jahre nach der Eröffnung wurde der Personenverkehr auf dem mittleren Streckenabschnitt zwischen Iserlohn und Menden am 28. Mai 1989 eingestellt, gleichzeitig die Strecke zwischen Iserlohn Ost und Hemer stillgelegt und in den drei darauffolgenden Jahren komplett zurückgebaut. Grund für die Stilllegung war das dichte parallele Busangebot der Märkischen Verkehrsgesellschaft mit inkompatiblen Tarifangeboten, welches bei der Bahn seit den 1970er Jahren zu stetig sinkenden Fahrgastzahlen führte. Auch die durch viele nichttechnisch gesicherte Bahnübergänge geringe Höchstgeschwindigkeit von 60 km/h trug zur Unattraktivität bei. Gleichzeitig wurden Investitionen in die Infrastruktur unterlassen. Die Streckensicherung geschah bis zur Stilllegung mit hohem personellem Aufwand. Auslöser für die Stilllegung war letztendlich eine marode Brücke der L 680, die die Bahnstrecke überspannte. In den letzten Jahren vor der Stilllegung musste sie sogar zusätzlich mit Stahlträgern abgestützt werden. Sechs Jahre später wurde auch am 27. Mai 1995 das verbliebene, knapp eineinhalb Kilometer lange Teilstück in der Iserlohner Innenstadt stillgelegt.

### Menden – Hemer (Oesetalbahn)

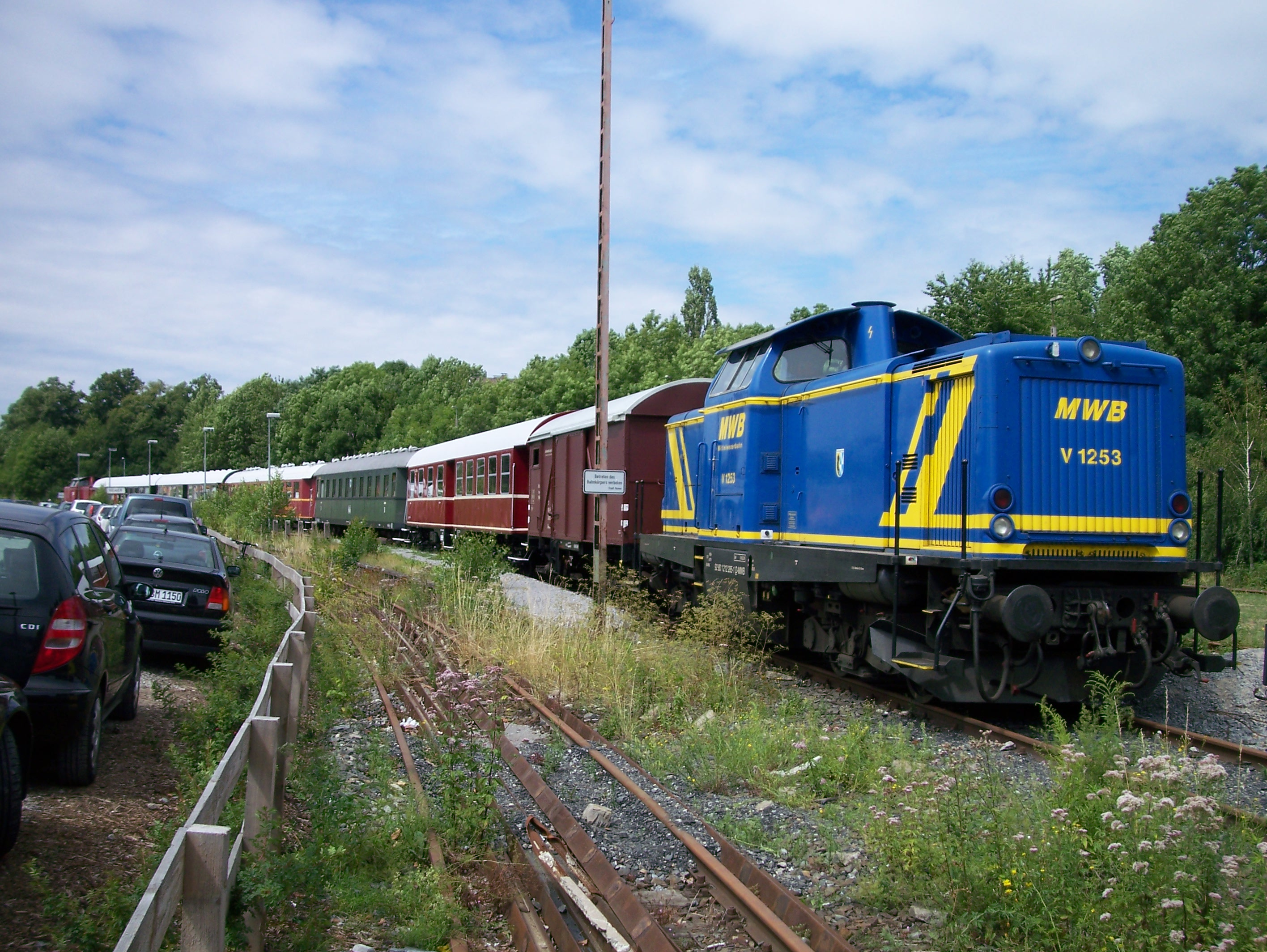
Sonderzug zur Landesgartenschau am 31. Juli 2010 in Hemer

Zum 31. März 2006 wurde der Güterverkehr auf dem Streckenabschnitt Menden – Hemer eingestellt und die Weiternutzung ein halbes Jahr später öffentlich ausgeschrieben. Am 14. April 2007 erfolgte die Umwandlung in eine Anschlussbahn mit Übergabe im Bahnhof Menden (Sauerland). Vom 11. Juni 2007 bis zum 31. Mai 2008 wurde dieser Anschluss dann von der Stadt Hemer angemietet, um Holztransporte zur Abfuhr von Sturmholz durchführen zu können.
Schon frühzeitig war angedacht, die Strecke zur Landesgartenschau 2010 wieder zu eröffnen. Im November 2007 entschied jedoch der Verkehrsausschuss Hemer, die Bahnstrecke nicht mehr reaktivieren zu wollen, weil sich der Bahnbetrieb nach Einschätzung von Fachleuten nicht rechnen würde. Alternativ wurde über die Umwandlung in einen Radweg nachgedacht.
Um die Strecke doch noch zu erhalten, hat die Bonner Rhein-Sieg-Eisenbahn GmbH (RSE) im Herbst 2008 beim Verwaltungsgericht Arnsberg Klage gegen das Eisenbahn-Bundesamt wegen des drohenden Rückbaus der Gleise erhoben und als Eisenbahninfrastrukturunternehmen einen Antrag auf Betriebsgenehmigung für die Strecke gestellt. Die RSE werde die Klage zurückziehen, wenn die Stadt Hemer einen Kooperationsvertrag zur Reaktivierung und zum Betrieb der Strecke aushandelt.
Daraufhin hat die Stadt Hemer die Strecke schließlich am 23. Dezember 2008 erworben, um die für die Reaktivierung nicht mehr benötigten Bahnflächen südlich des Bahnhofs Hemer für ihre eigenen städtebaulichen Maßnahmen nutzen zu können.
Nach Ende des Betriebes während der Landesgartenschau 2010 wurde die Strecke zum 1. November 2010 nach Stilllegungsantrag der RSE erneut außer Betrieb genommen.
Im Jahr 2012 gab es große Kontroversen in der Politik zum Umbau der Strecke zwischen Hemer und Menden zu einem Bahntrassenradweg. Am 7. September 2012 wurde bekannt, dass die CDU und Grün-Alternative Liste der Stadt Menden bei ihrem Nein zu einem sofortigen Gleisabbau auf der Bahnstrecke Menden–Hemer bleiben würden. Laut dem CDU-Fraktionschef Martin Wächter solle erst dann über einen möglichen Schienenabbau entschieden werden, wenn die Ergebnisse einer Potenzialstudie des Zweckverbands Schienenpersonenverkehr Ruhr-Lippe (ZRL) bezüglich der Chancen für die Realisierung einer Strecke Hemer–Menden–Dortmund vorliegen würden. Diese Studie werde im Herbst 2012 gestartet, um auch Fragen des technischen Zustandes der Infrastruktur und der notwendigen Investitionen zur Reaktivierung zu beleuchten. Für die CDU-Fraktion hätte eine Direktverbindung Menden–Dortmund oberste Priorität und eine solche Verbindung wäre unter Einbezug des Teilstückes nach Hemer noch wahrscheinlicher. Im Februar/März 2014 wurden die Gleise schließlich abgebaut.

## Heutige Situation
Derzeit sind nur noch die zwei Streckenabschnitte an beiden Enden der Bahnstrecke in Betrieb, welche ursprünglich als erste eröffnet worden waren.

### Iserlohn-Letmathe – Iserlohn

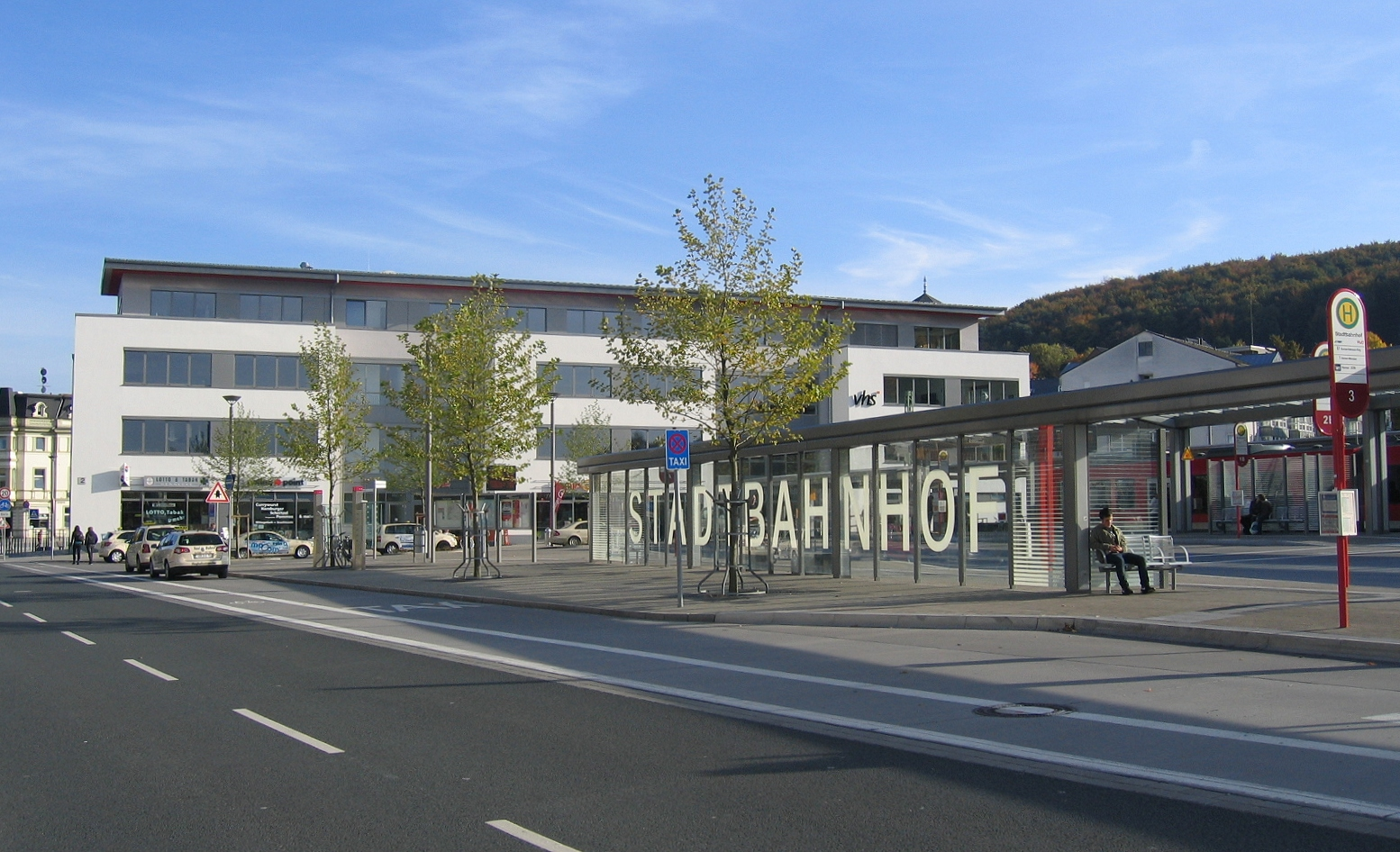
Stadtbahnhof Iserlohn

Die Iserlohner Bahn, das älteste Teilstück der Strecke, ist bis heute in Betrieb und verläuft seit der Eingemeindung der ehemaligen Stadt Letmathe komplett innerhalb des Iserlohner Stadtgebietes. Dieser Streckenabschnitt ist eine eingleisige Nebenbahn geblieben, die seit dem 30. Mai 1965 elektrifiziert ist.
In Iserlohn beginnt außerdem die nicht elektrifizierte Ardeybahn, welche über Schwerte nach Dortmund führt. Der Bahnhof Iserlohn ist ein Kuriosum, da die beiden Strecken, die dort enden, nicht mehr miteinander verbunden sind. Es bestehen allerdings Planungen, diese wieder mittels Weichen zu verknüpfen. Im August 2016 wurde zwischen den beiden Strecken eine zungen- und herzstücklose Verbindung eingebaut. Dies soll ermöglichen, dass das Hennener Anschlussgleis für Trafotransporte auch aus Richtung Iserlohn-Letmathe über Iserlohn erreicht werden kann.
Es gab durchgehende Eilzüge der Relation Iserlohn – Aachen. Bis Ende 2007 war die Strecke von der DB Regio NRW durch die RB 56 (Der Iserlohner) von Hagen Hauptbahnhof nach Iserlohn bedient worden, eingesetzt wurde eine Lok der Baureihe 143 mit einem einzelnen Doppelstockwagen. Zum Fahrplanwechsel am 9. Dezember 2007 hat Abellio Rail NRW die Leistungen im Schienenpersonennahverkehr des Ruhr-Sieg-Netzes übernommen, nachdem sie im Sommer 2005 die Ausschreibung für zunächst zwölf Jahre bis 2019 für sich entscheiden konnte.
Infolge der Insolvenz von Abellio im Juli 2021 wurde DB Regio per Direktvergabe mit dem Verkehr auf der Strecke vom 1. Februar 2022 an zunächst bis Dezember 2023 beauftragt.
Zwischen Iserlohn-Letmathe und Iserlohn verkehrt aktuell der Regional-Express RE 16 (Ruhr-Lenne-Express) und etwa halbstündig versetzt die Regionalbahn RB 91 (Ruhr-Sieg-Bahn) jeweils im Stundentakt. Bei der RB 91 werden die Züge von Hagen Hbf im Bahnhof Iserlohn-Letmathe geflügelt. Der andere Zugteil fährt dann weiter nach Siegen.
Eingesetzt wird dabei eine spezielle zweiteilige Version des Elektrotriebwagens FLIRT 2. Durch das Flügelzugkonzept wurde die Anzahl der Verbindungen nach Hagen verdoppelt, zusätzlich bestehen Direktverbindungen ins zentrale Ruhrgebiet.
Der Abschnitt von Hagen nach Plettenberg der Ruhr-Sieg-Strecke wurde durch das Hochwasser im Juli 2021 schwer beschädigt. Daher war auch der Verkehr von Letmathe nach Iserlohn eingestellt. Die von der Deutschen Bahn kommunizierte Wiederinbetriebnahme mit dem Fahrplanwechsel am 12. Dezember 2021 verzögerte sich bis zum 20. Dezember 2021, da noch unerwartet Schäden am Stellwerk in Hohenlimburg zu beheben waren.

### Fröndenberg – Menden
Der Streckenteil von Fröndenberg nach Menden wurde nicht elektrifiziert, da auch die Anschlussstrecken in Fröndenberg bislang nicht elektrifiziert wurden. Eine Elektrifizierung der Strecken ist auf absehbare Zeit nicht vorgesehen. Er ist heute als zweigleisige Nebenbahnstrecke ausgebaut und bildet mit der eingleisigen Hönnetalbahn nach Neuenrade eine betriebliche Einheit.
Zwischen Fröndenberg und Menden verkehrt die Regionalbahn RB 54 (Hönnetal-Bahn) im Stundentakt von Unna nach Neuenrade (am Wochenende zwischen Menden und Neuenrade nur zweistündlicher Verkehr). Die DB Regio NRW hatte bei der Ausschreibung für den Zeitraum von 2004 bis 2016 den Zuschlag erhalten und setzt zweiteilige Dieseltriebwagen des Typs LINT 41 (DB-Baureihe 648) ein.

## Planungen

### Dekarbonisierung
Seitens des Zweckverband Nahverkehr Westfalen-Lippe bestehen Planungen ab 2040 Batterie-Oberleitungstriebzüge einzusetzen. Dazu soll der Streckenabschnitt zwischen Fröndenberg und Menden genauso wie die Bahnstrecke Schwerte–Warburg zwischen Schwerte und Neheim-Hüsten mit Oberleitung elektrifiziert werden. In diesem Abschnitt sollen die Akkumulatoren der Fahrzeuge für den nichtelektrifizierten Abschnitt aufgeladen werden.

### Direktverbindung nach Hagen
Im Rahmen des Sauerlandnetz 3.0 wurden Planungen bekannt, die Fahrten der Linie RB 54 von Neuenrade über Fröndenberg bis Hagen ohne Umstieg zu verlängern. Dabei sollen die Fahrten um eine halbe Stunde in den Fahrzeiten gedreht werden und in Fröndenberg weiterhin Anschluss nach Dortmund gewähren sowie Anschlussreisende von der oberen Ruhrtalbahn aufnehmen. Ab Fröndenberg soll die Linie die zusätzlichen Halte Langschede, Geisecke, Schwerte Ost und Westhofen bedienen, die aktuell nicht angefahren werden. Die Teillinie Menden – Unna soll in einen Anschlussknoten in Fröndenberg zur vollen Stunde mit der Linie RE 17 eingebunden werden.

### Reaktivierungsbemühungen Menden – Hemer (– Iserlohn)
Aufgrund der schlechten Anbindung der Stadt Hemer an das Oberzentrum Dortmund kamen immer wieder Überlegungen auf, im Abschnitt Iserlohn – Menden wieder ein Nahverkehrsangebot auf der Schiene einzuführen. Für die Fahrt zwischen den rund 30 Kilometer auseinander liegenden Städten Dortmund und Hemer benötigt man im Nahverkehr heute 80–90 Minuten. Der ÖPNV ist hier gegenüber der Straßenanbindung nicht konkurrenzfähig. Deshalb wurde der Abschnitt 1996 als Stadtbahnvorhaben für den ÖPNV-Bedarfsplan des Landes NRW angemeldet.
Im Jahr 2000 wurde eine bauliche Studie zur Realisierung einer Stadtbahnverbindung durchgeführt, die nachgewiesen hat, dass das Vorhaben umsetzbar ist. In einer anschließenden Modellrechnung zum Nachfragepotential wurde bei einem Halbstundentakt ein Potential von 4.200 Fahrgästen pro Werktag ermittelt. Davon sind 1.000 Fahrgäste Neukunden, die den ÖPNV sonst nicht nutzen würden. Dem gegenüber stehen allerdings die hohen Investitionskosten aufgrund der nötigen Neutrassierung zwischen Hemer und Iserlohn. Zur Umsetzung der Stadtbahnvariante kam es nicht.
Im Jahr 2011 wurde auf Drängen des Märkischen Kreises die Reaktivierung des Streckenabschnittes Menden – Hemer (– Iserlohn) als zu untersuchende Maßnahme in den Nahverkehrsplan des Zweckverbands Nahverkehr Westfalen-Lippe aufgenommen. Dort heißt es, dass die Maßnahme bei positiven Untersuchungsergebnissen langfristig umgesetzt werden kann. Dass ein attraktiveres Nahverkehrsangebot zwischen Hemer und Dortmund möglich ist, zeigten Sonderzüge zur Landesgartenschau 2010 in Hemer. Auf der bestehenden Infrastruktur legten moderne Dieseltriebzüge die Fahrt über Fröndenberg und Menden in unter einer Stunde zurück.
Der Zweckverband Ruhr-Lippe gab 2013 eine Untersuchung in Auftrag, in der mögliche Nahverkehrsangebote auf der Schiene untersucht werden sollten. Hierbei wurden verschiedene Betriebskonzepte ausgearbeitet, z. B. die Verlängerung der RB 54 Unna – Menden nach Hemer und eine zusätzliche Linie Hemer – Dortmund über Menden und Fröndenberg. Zu den Betriebskonzepten wurden anschließend die nötigen Investitions- und Betriebskosten ermittelt. Aktuell werden Potentialanalysen durchgeführt und die Kosten-Nutzen-Faktoren ermittelt. Die Untersuchung sollte bis Anfang 2015 abgeschlossen sein. Bei einem Untersuchungsergebnis, dass die Maßnahme volkswirtschaftlich sinnvoll ist, sollte sie in den Nahverkehrsplan aufgenommen und langfristig umgesetzt werden.
Die 2015 abgeschlossene Untersuchung kam zu dem Ergebnis, dass nur die Variante einer verlängerten RB 54 Unna–Hemer ohne Abwarten des Anschlusses aus Richtung Arnsberg in Fröndenberg einen volkswirtschaftlichen Nutzen erziele. Der Kosten-Nutzen-Faktor lag dabei mit 1,01 nur sehr knapp über dem erforderlichen Wert von 1, womit das Projekt gefördert werden kann. Der Zweckverband Nahverkehr Westfalen-Lippe (NWL) hat das Projekt für den ÖPNV-Bedarfsplan des Landes NRW angemeldet, sieht für die Realisierung aufgrund des knappen Ergebnisses nur eine langfristige Perspektive bei einer positiveren Bevölkerungsentwicklung als angenommen.
Für die Herrichtung der Infrastruktur wurden in der Untersuchung Kosten in Höhe von 10,5 Millionen Euro angesetzt. Bei allen untersuchten Varianten wurden keine Veränderungen im derzeitigen parallelen Busangebot mit drei Fahrten pro Stunde und nur ein Halt in Hemer angenommen. Als Bedienungsangebot wurde ein Stundentakt mit 15 Zugpaaren montags bis freitags und ein Zweistundentakt mit 8 Zugpaaren am Wochenende betrachtet. Der Untersuchungsfall einer durchgehenden Linie nach Dortmund erreichte mit 780 zusätzlichen Fahrgästen den höchsten Fahrgastzuwachs im ÖPNV gegenüber dem Ohnefall. Diese Variante erzielte aber auch die höchsten Betriebskosten, wodurch der volkswirtschaftliche Nutzen nicht gegeben ist. Die volkswirtschaftlich sinnvolle Variante einer Verlängerung der RB 54 nach Hemer erzielt 570 zusätzliche Fahrgäste für den ÖPNV, wobei im Abschnitt Hemer–Menden 1060 Fahrgäste pro Tag die Bahn nutzen würden.